# Луций Алфен Сенецион
Луций Алфен Сенецион (на латински: Lucius Alfenus Senecio) е политик на Римската империя.
Произлиза от фамилията Алфении, клон Сенецио. Роден е в Куркулум в Африка (днес Джемила, Алжир). Той е романизиран северен африканец.
През 200 г. той е консул и управител на Сирия. Oт 205 до 207 г. е управител на римската провинция Британия след Гай Валерий Пудент (202 – 205). Той поправя Адриановия вал. Между 205 и 207 г. Марк Оклатиний Адвент служи при Сенецион като прокуратор на Британия.